# 尹東鉉
尹 東鉉（ユン・ドンヒョン、朝鮮語: 윤동현）は、朝鮮民主主義人民共和国の軍人、政治家。人民武力省次官、朝鮮労働党中央委員会委員。朝鮮人民軍における軍事称号（階級）は上将。

## 経歴
出生地や生年月日は不明。1998年7月に最高人民会議第10期代議員に選出されたが、前後の経歴は不明。2009年3月9日に実施された最高人民会議第12期代議員選挙で代議員に再選され、2010年9月28日に開催された朝鮮労働党第3回党代表者会で朝鮮労働党中央委員会委員に選出され、2011年12月17日に金正日総書記が死去した際には、国家葬儀委員会委員に選ばれた。
就任時期は不明であるが人民武力部副部長に任命され、2012年3月に上将に昇進したが、2014年2月には中将に降格された。2015年1月に上将に再昇進し、2016年5月9日に開催された朝鮮労働党第7次大会で朝鮮労働党中央委員会委員に再選された。
2019年3月10日に実施された最高人民会議第14期代議員選挙で代議員に再選された。

## 参考サイト
북한정보포털